# كارل السابع (إمبراطور روماني مقدس)
كارل السابع (بالألمانية: Karl VII Albrecht)‏ (6 أغسطس 1697 — 20 يناير 1745) كان أمير ناخب لبافاريا من 1726 وإمبراطور روماني مقدس من 24 يناير 1742 حتى وفاته في 1745 و هو منحدر من عائلة فيتلسباخ.

## طفولته المبكرة وحياته

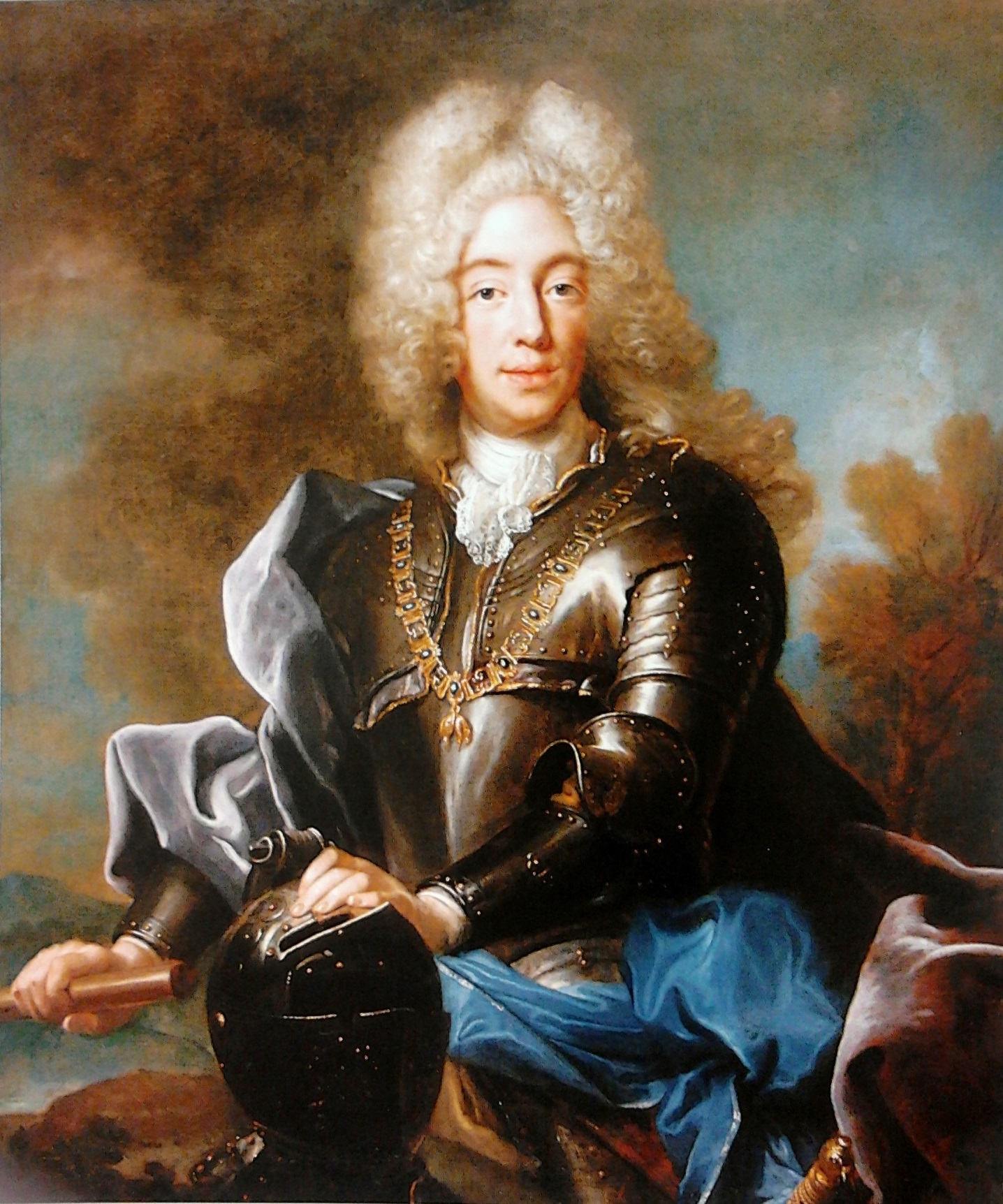
صورة للناخب كارل ألبرت (1697-1745)

ولد كارل ألبرت في بروكسل وهو أبن ماكسيمليان الثاني ناخب بافاريا وتيريزا كونغوندا أبنة ملك بولندا جان الثالث سوبياسكي.
انقسمت عائلته خلال حرب الخلافة الإسبانية، وكان لسنوات عديدة تحت الإقامة الجبرية في النمسا. فقط في عام 1715 تم لم شمل الأسرة. بعد بلوغ سن الرشد في أغسطس 1715، قام بجولة تعليمية من إيطاليا من 3 ديسمبر 1715 حتى 24 أغسطس 1716. في عام 1717، برفقة مساعديه من بافاريا انضم إلى حروب هابسبورغ ضد الأتراك.
في 5 أكتوبر 1722، تزوج كارل من أرشيدوقة ماريا أماليا من النمسا التي كان قد التقى بها أثناء اقامته في البلاط الإمبراطوري في فيينا. كانت الأبنة الصغرى لـ يوزف الأول، إمبراطور روماني مقدس وزوجته أماليا براونشفايغ-لونيبورغ، وفي 1725 زار كارل فرساي لحضور حفل زفاف لويس الخامس عشر، وأنشأ علاقات قوية مع البلاط الفرنسي.
في 1726، عندما توفي والده، أصبح كارل ألبرت دوق بافاريا والأمير الناخب في الإمبراطورية الرومانية المقدسة. نجح في الحفاظ على علاقات جيدة مع كل من أقاربه هابسبورغ ومع فرنسا، واستمرار في سياسات والده الهادفة. وفي عام 1729 حصل على وسام الفروسية من سانت جورج. كما كان له الفضل في بناء قلعة روتنبرغ هذا العام.

## امبراطور الامبراطورية الرومانية المقدسة

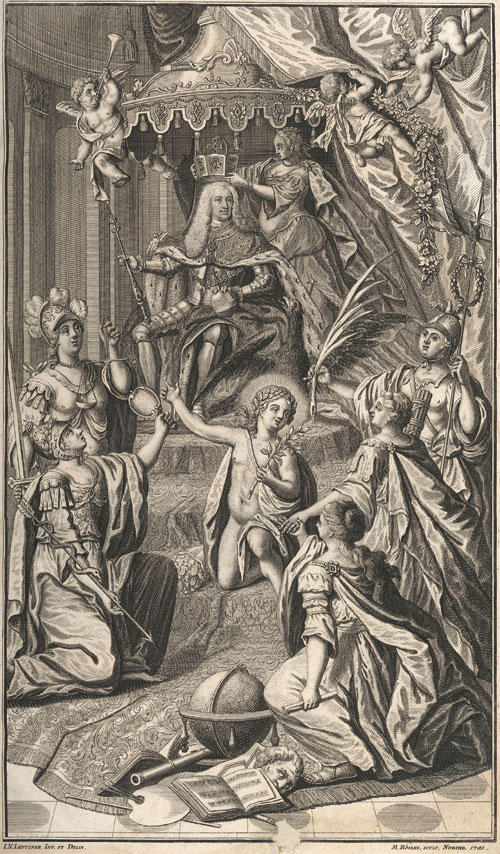
تصوير استعاري تتويج شارل كما الإمبراطور الروماني المقدس (1742)

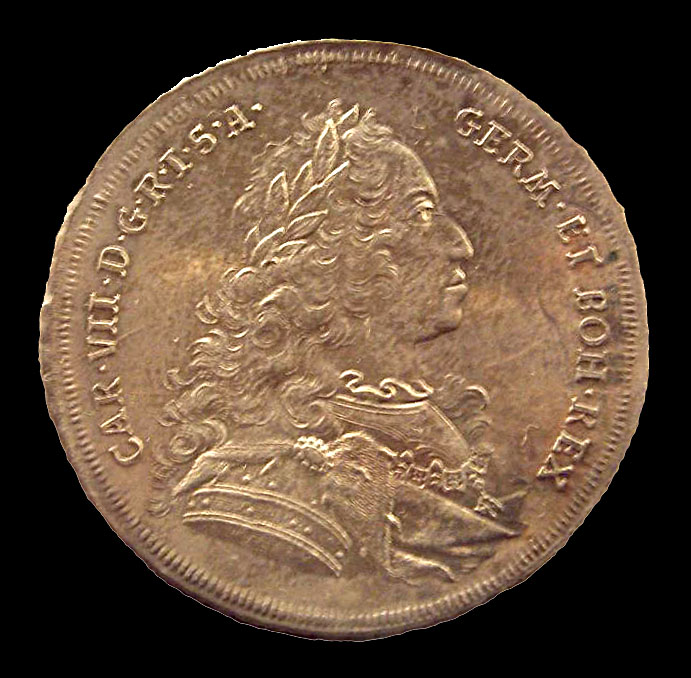
ثالر عملة من شارل السابع، بتاريخ 1743

في استمرار لسياسة والده، طمح كارل ألبرت إلى رتبة أعلى. وهو كصهر لـ يوزف الأول، إمبراطور روماني مقدس فـ رفض المرسوم الملكي لعام 1713 وطالب بالمقاطعات الألمانية لعائلة هابسبورغ بعد وفاة كارل السادس في 1740 و مع معاهدة نمهنبيرغ والتي عقدت في 1741, تحالف كارل ألبرت مع فرنسا وإسبانيا ضد النمسا